# プログラマーの一覧
プログラマーの一覧では、コンピュータプログラマのうち、主に記事のある者を列挙する。

## 一覧

### アメリカ
- アビー・テバニアン：「mach」、「NEXTSTEP」、「Mac OS X」の開発者
- アルフレッド・エイホ：「egrep」、「fgrep」、「AWK」 などの開発者
- アンディ・ハーツフェルド： 「Mac OS」の開発者
- ウォード・カニンガム：「WikiWikiWeb」の開発者
- ウォルター・ブライト：「D言語」の共同開発者
- 江村豊：「EmEditor」、「EmTerm」の開発者
- エヴァン・ウィリアムズ：「Twitter」の共同開発者
- エリック・オールマン：「sendmail」の開発者
- エリック・シュミット：「Lex」の共同開発者
- エリック・レイモンド：
- グレース・ホッパー：「COBOL」の開発者
- ケン・トンプソン：「C言語」、「UNIX」などの開発者
- ジェフ・ラスキン：
- ジェームズ・ゴスリン：「Java」の開発者
- ジャスティン・フランケル：「Winamp」の開発者
- ジャック・ドーシー：「Twitter」の共同開発者。Twitter Inc. のCEO。
- ジョナサン・ザックス：「Lotus 1-2-3」の開発者、ロータスデベロップメント社の創業者
- ジョン・D・カーマック：Doom、Quakeなどの主任プログラマ。id Software の共同設立者。FPSの生みの親として知られる。
- ジョン・レシグ：「jQuery」の開発者
- ジョン・マカフィー：マカフィー社の創業者
- ジョン・マッカーシー：「LISP」の開発者。初期の人工知能研究の第一人者。
- ジョン・ワーノック：「PostScript」の開発者
- スコット・キム：
- ダン・ブリックリン：「VisiCalc」の開発者
- チャールズ・シモニー：ハンガリアン記法の考案者
- デイヴィッド・カープ：「Tumblr」の開発者。Tumblr Inc. の創業者。
- デイヴィッド・ハイネマイヤー・ハンソン：「Ruby on Rails」 の開発者
- デヴィッド・カトラー：「Windows NT」 の開発者
- デニス・リッチー：「C言語」、「UNIX」などの開発者
- ドナルド・クヌース：「TeX」、「METAFONT」の開発者
- バトラー・ランプソン：
- ピーター・ノートン：ピーター・ノートン・コンピューティング社の設立者
- ピーター・ワインバーガー：「AWK」などの開発者
- ビル・アトキンソン：「QuickDraw」、「HyperCard」、「MacPaint」 などの開発者
- ビル・ゲイツ：マイクロソフト社の共同創業者
- ビル・ジョイ：「vi」、「Java」の開発者
- フィル・カッツ：「PKZIP」 の開発者
- ブライアン・カーニハン：「AWK」などの開発者
- ブレンダン・アイク：「JavaScript」 の開発者
- ボブ・フランクストン：「VisiCalc」の開発者
- マーク・アドラー：「gzip」、「zlib」の共同開発者
- マーク・アンドリーセン：「Mosaic」、「Netscape Navigator」の開発者
- マービン・ミンスキー：「LISP」の開発者。初期の人工知能研究の第一人者。
- ミッチ・ケイパー：「Lotus 1-2-3」の開発者、ロータスデベロップメント社の創業者
- ラリー・ウォール：「Perl」の開発者
- ラリー・テスラー： 「Smalltalk」、「Mac OS」、「Object Pascal」の開発者
- リーナス・トーバルズ：「Linuxカーネル」の開発者
- リチャード・グリーンブラット：「マックハック」、「Maclisp」などの開発者
- リチャード・ブロディ：「Microsoft Word」の開発者
- ルー・モントゥリ：「Lynx」の共同開発者
- ロブ・パイク：「Limbo」などの開発者

### イギリス
- エイダ・ラブレス: 最初のプログラマとされる
- ティム・バーナーズ＝リー：「World Wide Web」の開発者

### オランダ
- グイド・ヴァンロッサム：「Python」の開発者

### オーストラリア
- アンドリュー・トリジェル：「Samba」の開発者

### タイ
- ジェームズ・クラーク：村田真とともに、XMLのスキーマ言語「RELAX NG」の仕様とプロトタイプの開発者

### デンマーク
- デイヴィッド・ハイネマイヤー・ハンソン：「Ruby on Rails」の開発者
- ビャーネ・ストロヴストルップ：「C++」の開発者

### ノルウェー
- ゲイル・イヴァルセイ：「Opera」の開発者。オペラ・ソフトウェアの共同創設者。
- ヨン・スティーブンソン・フォン・テッツナー：「Opera」の開発者。オペラ・ソフトウェアの共同創設者。

### フィンランド
- ヤルッコ・オイカリネン：「Internet Relay Chat」の開発者

### フランス
- ジャン＝ルー・ガイイ：「gzip」、「zlib」の共同開発者

### ベルギー
- ロバート・カイリュー：「World Wide Web」の開発者

### メキシコ
- フェデリコ・メーナ：「GNOME」の開発者
- ミゲル・デ・イカザ：「GNOME」、「Mono」の開発者

### ロシア
- ユージン・カスペルスキー：カスペルスキー・ラボ社の共同創業者

### 台湾
- 唐鳳（オードリー・タン）：Pugsの開発で現中華民国行政院政務委員

### 日本
- 石野惠一郎：「KI-Shell」、Another HTML-lintの開発者
- 出射厚：「FD」の開発者
- 岩谷徹：「パックマン」の開発者
- 宇都宮正宗：「とよのていねい」の開発者
- 柏木泰幸：「Sleipnir」の開発者
- 金子勇：「Winny」の開発者
- 歌代和正：「jcode.pl」の開発者
- くじら飛行机：「なでしこ」の開発者
- 小飼弾：「Jcode.pm」の開発者
- 小林太郎：FM TOWNS用テキストエディタ「HEat」「HEwin」の開発者
- 斉藤秀夫：「秀丸エディタ」の開発者
- 酒井俊夫：データベースソフト「桐」の開発者
- 佐藤雅彦：日本語FEP「SKK」の開発者
- 佐藤豊：「DeleGate」の開発者
- 森林林檎：画像フォーマット「MAG」、blogツール「rNote」の開発者
- 乗松知博：「Becky! Internet Mail」の開発者
- 中島秀之：「Prolog/KR」の開発
- 中村正三郎：ワープロソフト「松」の開発者、「Ring Server Project」の代表
- 吉崎栄泰：「LHA」の開発者
- 平鍋健児：「astah*」の開発者
- 半田剣一：「Nemacs」「Mule」の開発者
- 平野聡：MS-DOS版emacsである「Demacs」、Javaの分散オブジェクト「HORB」、hmlの開発者、「Ring Server Project」の創始者の一人
- 兵藤嘉彦：「VZ Editor」の開発者
- 深町賢一：「fml」の開発者
- 魔女：画像フォーマット「QLD」の開発者
- 丸岡勇夫：「Pixia」や「PhotoCreator」等の開発者
- まつもとゆきひろ：プログラミング言語「Ruby」の開発者
- 村田真：ジェームズ・クラークとともに、XMLのスキーマ言語「RELAX NG」の仕様とプロトタイプの開発者
- 山田浩太：「ASL KConvert」の開発者
- 山本和彦：「mew」の開発者
- 樋口優：3DCGソフトウェア 「MikuMikuDance」の開発者